# Лястовицови
Лястовицови или лястовичкови (Hirundinidae), са семейство дребни птици от разред Врабчоподобни (Passeriformes). Има няколко вида, които са заплашени от изчезване вследствие на влиянието на хората, и в същото време други видове са доста добре адаптирани към човешката среда и успешно съжителстват с хората. Живеят около 8 години. Те са изключително бързи и маневрени летци, които развиват скорост до 120 км/ч.

## Разпространение
Лястовицовите се срещат по цялото земно кълбо, с изключение на Антарктика и вечнозаледените области. Счита се, че произхождат от Африка, където все още (20.-21. век) се среща най-голямото разнообразие от видове. Срещат се и на редица океански острови. Няколко вида, обитаващи Европа и Северна Америка мигрират на дълги разстояния, за разлика от видовете, обитаващи Западна и Южна Африка, които не мигрират.
В България съществуват прелетни видове, зимуващи в Африка (Египет, Алжир, Мароко, Тунис). На територията на България се срещат следните 5 вида:
- Delichon urbica – Градска лястовица
- Hirundo daurica – Червенокръста лястовица
- Hirundo rupestris – Скална лястовица
- Hirundo rustica – Селска лястовица
- Riparia riparia – Брегова лястовица

На територията на България всички представители на семейството са защитени от закона. Затворени в клетка, те умират.

## Хранене
Хранят се с насекоми, които ловят във въздуха. Унищожават множество вредители (комари и мухи) – през лятото една лястовица унищожава около един милион насекоми.

## Размножаване
Предимно моногамни птици. Строят гнезда от размекнати с лепливата им слюнка глина и кал, укрепени с треви, косми, най-често по зидовете (под стрехите, а и в помещения), в скални пукнатини, а някои видове – в дупки по стръмни брегове. Женската мъти годишно 1 – 2 пъти по 2 – 6 малки, за които се грижат двамата родители. Те се излюпват слепи и неразвити. След напускане на гнездото родителите им още известно време ги хранят.

## Класификация
Лястовицовите включват около 83 вида, разпределени в 19 рода.
Семейство Лястовицови
- Подсемейство Pseudochelidoninae
  - Род Речни лястовици (Pseudochelidon)
- Подсемейство Hirundininae
  - Род Alopochelidon
  - Род Atticora
  - Род Cecropis
  - Род Cheramoeca
  - Род Градски лястовици (Delichon)
  - Род Haplochelidon
  - Род Лястовици (Hirundo)
  - Род Neochelidon
  - Род Notiochelidon
  - Род Petrochelidon
  - Род Phedina
  - Род Пурпурни лястовици (Progne)
  - Род Psalidoprocne
  - Род Pseudhirundo
  - Род Ptyonoprogne
  - Род Брегови лястовици (Riparia)
  - Род Stelgidopteryx
  - Род Дървесни лястовици (Tachycineta)

## Други
На лястовиците са наречени улица „Лястовичка“ в квартал „Борово“ (Карта) и улица „Лястовица“ в квартал „Орландовци“ (Карта) в София.